# Vulpes vulpes kurdistanica
Vulpes vulpes kurdistanica es una subespecie de  mamíferos carnívoros  de la familia Canidae.

## Distribución geográfica
Se encuentra en el Kurdistán.